# Beauzac
Beauzac település Franciaországban, Haute-Loire megyében. Lakosainak száma 2964 fő (2022. január 1.). Beauzac Bas-en-Basset, Beaux, Monistrol-sur-Loire, Retournac, Saint-Maurice-de-Lignon és Tiranges községekkel határos.

## Népesség
A település népességének változása:
| Lakosok száma | 1472 | 1867 | 1955 | 2563 | 2805 | 2904 | 2936 | 2969 | 2986 | 2964 |
|               | 1968 | 1982 | 1990 | 2006 | 2013 | 2015 | 2017 | 2019 | 2020 | 2022 |